# Tỉnh ủy Phú Yên
Tỉnh ủy Phú Yên hay còn được gọi Ban Chấp hành Đảng bộ tỉnh Phú Yên. Tỉnh ủy Phú Yên là cơ quan lãnh đạo cao nhất của Đảng bộ tỉnh Phú Yên giữa hai kỳ đại hội đại biểu Đảng bộ tỉnh, do Đại hội Đại biểu Đảng bộ tỉnh bầu.
Tỉnh ủy Phú Yên có chức năng thi hành nghị quyết, quyết định của Đại hội Đại biểu Đảng bộ tỉnh Phú Yên, Ban Chấp hành Trung ương Đảng, Ban Bí thư và Bộ Chính trị.
Đứng đầu Tỉnh ủy là Bí thư Tỉnh ủy và thường là ủy viên Ban Chấp hành Trung ương Đảng. Bí thư hiện tại là bà Cao Thị Hòa An.